# Distrito electoral local 43 del estado de México
El XLIII Distrito Electoral Local del Estado de México es uno de los 45 distritos electorales en los que se encuentra dividido el territorio del Estado de México para la elección de diputados locales que integran el Congreso del Estado de México. Su cabecera es la ciudad de Cuautitlán Izcalli. A partir de las elecciones de 2018 está compuesto por más la mitad del municipio (174 secciones de 260), el resto del municipio pertenece a distrito 26 compartiéndolo con Tlalnepantla de Baz.

## Diputados por el distrito
- LV Legislatura
  - (2003 - 2006): Salvador Arredondo Ibarra
- LVI Legislatura
  - (2006 - 2009): Karla Leticia Fiesco García
- LVII Legislatura
  - (2009 - 2012): Héctor Karim Carvallo Delfín
- LVIII Legislatura
  - (2012 - 2015): Francisco Rojas San Román
- LIX Legislatura
  - (2015 - 2018): Raymundo Guzmán Corroviñas
- LX Legislatura
  - (2018 - 2021): Armando Bautista Gómez
- LXI Legislatura
  - (2021 - 2024): Francisco Brian Rojas Cano

## Elecciones

### Elecciones de 2021
|  | 42.97 % |

|  | 38.79 % |

|  | 4.17 % |

|  | 7.43 % |

|  | 1.33 % |

|  | 1.34 % |

|  | 1.70 % |

|  | 0.10 % |

|  | 2.16 % |

|  | 100.00 % |

### Elecciones de 2018
|  | 27.47595 % |

|  | 13.26822 % |

|  | 4.09592 % |

|  | 3.14823 % |

|  | 46.14754 % |

|  | 3.22793 % |

|  | 0.06332 % |

|  | 2.57285 % |

|  | 100.00 % |

### Elecciones de 2015
|  | 26.99 % |

|  | 26.75 % |

|  | 5.10 % |

|  | 3.28 % |

|  | 3.86 % |

|  | 4.03 % |

|  | 12.65 % |

|  | 3.78 % |

|  | 7.58 % |

|  | 0.82 % |

|  | 0.19 % |

|  | 4.98 % |

|  | 100.00 % |

### Elecciones de 2012
|  | 28.98 % |

|  | 37.23 % |

|  | 21.19 % |

|  | 3.95 % |

|  | 2.46 % |

|  | 0.12 % |

|  | 6.06 % |

|  | 100.00 % |